# Ernst Morgan
Ernst Morgan, geboren als Ernst Morgenstern, (* 19. August 1902 in Wien, Österreich-Ungarn; † 1957 in New York City, Vereinigte Staaten) war ein österreichischer Schauspieler, Sänger, Autor, Ausstatter und Kabarettist.

## Leben und Wirken
Der um 16 Jahre jüngere Bruder von Paul Morgan hatte zur Zeit der Weimarer Republik an zahlreichen deutschen Bühnen gespielt. Er wirkte an der Oper von Hannover und anschließend an Berlins Kleinkunstbühnen. In der Spielzeit 1926/27 sah man ihn am Berliner Schloßparktheater, ab 1928 im „Kabarett der Unmöglichen“ und in der Saison 1931/32 am Metropoltheater. Erfolge feierte Ernst Morgan mehrfach in den Revuen Erik Charells. Dazu kamen seit Mitte der 1920er Jahre auch kleinere Angebote vom Film. Dort verkörperte der Wiener zumeist muntere Typen in heiteren Alltagsstücken.
Wie sein Bruder Paul entschloss sich auch Ernst Morgan angesichts des staatlich sanktionierten Antisemitismus durch die neue Reichsregierung unter Adolf Hitler 1933 zur Rückkehr nach Österreich. In Wien trat er wieder am Theater auf, zunächst in der Scala und zuletzt, zum Jahresanfang 1938 in Die schöne Helena am Stadttheater an der Seite von Mira Zarewa und Max Willenz. Erfolge feierte Morgan mit kleinen Rollen in Operetten wie Paul Abrahams Die Blume von Hawaii, Johann Straußens Der Zigeunerbaron und Der Orlow von Bruno Granichstaedten. 1934 führten ihn überdies Verpflichtungen nach Prag. Außerdem wirkte Ernst Morgan als Autor, seine Operette Ein Mädel aus Wien wurde 1937 mit der Musik von Erwin Frim in Salzburg uraufgeführt. Nach dem Anschluss Österreichs durch die Nazis im März 1938 floh Ernst Morgan, anders als sein Bruder Paul, der fatalerweise in Wien blieb und noch im selben Jahr als frühes Opfer des Holocaust im Konzentrationslager Buchenwald umkam, nach Portugal. In Lissabon betrieb Ernst Morgan das Teatro Maria Vitória. 
1940 erfolgte seine Weiterreise über Athen, wo man ihn in Inszenierungen von Revuen am Teatron Argyropoulos sah, 1941 nach Kairo. Mit dem Vorrücken von Rommels Truppen flohen er und seine Frau Elisabeth, eine Tochter Carl Pfanns, Mitte 1942 nach Haifa (britisches Mandatsgebiet Palästina). Dort fand er Beschäftigung mit Auftritten im Casino Bat Galim. Im Januar 1943 kehrte das Ehepaar Morgan nach Kairo zurück. Dort eröffnete er die eigene, französischsprachige Kleinkunstbühne „La Cigale“ (Die Zikade), trat im Februar 1944 im Waterloo Club auf und fand in diversen Funktionen (als Schauspieler, Drehbuchautor und Ausstatter) Beschäftigung bei den ägyptischen Filmstudios Misr. Seine Filmrollen verlangten von ihm zumeist radebrechende, komische Typen, seine erste größere ägyptische Rolle absolvierte er (auf Englisch) im Herbst 1945 in dem Streifen „Five Pounds“. Elisabeth Morgan war in jenen Jahren ebenfalls filmaktiv und wurde immer wieder als Europäerin vom Dienst eingesetzt. Nebenbei verdiente sich Ernst Morgan ein Zubrot als Ägypten-Korrespondent für die in New York beheimatete Exilanten-Zeitschrift Aufbau.
Als die ägyptische Regierung kurz nach Kriegsende 1945 die verbliebenen ausländischen Emigranten aus dem Lande drängen wollte, bemühte sich Morgan seiner Frau zuliebe, die, anders als er, eine Rückkehr nach Wien kategorisch ausschloss, um ein Visum für die Vereinigten Staaten. Mehrere Bittschreiben um Hilfe an den in den USA lebenden Literaten Friedrich Torberg sind erhalten. Erst im Spätfrühling 1947 gelang dem Ehepaar schließlich die Übersiedelung nach Amerika. Hier konnte Ernst Morgan jedoch kaum mehr Anschluss an das künstlerische Geschehen finden, belegt ist u. a. im Herbst 1947 Auftritte im Emigrantenkabarett an der Seite von Gisela Werbezirk und Oskar Karlweis. Er schrieb noch einige kleinere Artikel für den Aufbau und erkrankte an Pemphigus, einer schmerzhaften Hautkrankheit. Zuletzt fristete Ernst Morgan sein Dasein als Kassierer im New Yorker Baltimore Hotel. Sein Tod 1957 wurde kaum zur Kenntnis genommen.

## Filmografie
- 1926: Das süße Mädel
- 1929: Rache für Eddy
- 1929: Es war einmal ein treuer Husar
- 1929: Man schenkt sich Rosen wenn man verliebt ist
- 1930: Der Hampelmann
- 1930: Er oder ich
- 1931: Die Frau – die Nachtigall
- 1931: Wer nimmt die Liebe ernst?
- 1931: Die Wasserteufel von Hieflau
- 1932: Drei von der Stempelstelle
- 1932: Der Feldherrnhügel
- 1932: Strich durch die Rechnung
- 1945: El khamsa guinea / Five Pounds